# Sant'Andrea (famiglia)
Sant'Andrea è una nobile famiglia stanziatasi sulla terra bergamasca a partire dal XVIII secolo. La famiglia, il cui capostipite Carlo era commerciante, ha lasciato i suoi beni alla Fondazione Sant'Andrea. I beni della famiglia composti da numerose opere d'arte, arredi e armi risalenti al periodo napoleonico, e austriaco, sono conservate presso il palazzo Marinoni Barca.

## Personaggi

### Carlo Sant'Andrea (1720-1785)
Carlo, figlio di Francesco, fu il capostipite della famiglia. Si unì in matrimonio con Eleonora Grataroli dalla quale ebbe dieci figli. Si dedicava al commercio di lana e cotone in molte località: Piacenza, Livorno e Brescia, fino a spingersi oltre confine a Lione Bruxelles e Londra. Carlo era benestante, possedeva molti territori dove si dedicava alla cultura del gelso. Documentata la presenza a Capriate San Gervasio, Brignano e Redona, cultura, quella del gelso, che aveva molto importanza nell'economia del territorio nel Settecento.

### Giovanni Sant'Andrea senior (1772-1853)
Giovanni, figlio di Carlo divenne Giudice di pace e inviato a Clusone a svolgere questa mansione. Carlo si stabilì a Clusone dove acquisto un'abitazione. Giovanni era filonapoleonico e si unì alle truppe della Repubblica Cisalpina combattendo con esse. Finita l'occupazione, si ritirò a vita privata trascorrendo il tempo tra la lettura classica, anche in latino e dedicandosi alla caccia. I suoi libri formano il Fondo Sant'Andrea, conservato presso il palazzo Marinoni Barca di Clusone.

Nel 1789 si congiunse con Laura dell'importante famiglia Gallizioli, e l'unione delle due famiglie portò sempre maggior ricchezza. Il Museo Arte Tempo di Clusone conserva i ritratti di entrambi i coniugi, opere su tela di Antonio Brighenti.

### Carlo Sant'Andrea junior (1811-1902)
L'unione della due famiglie proseguì con il figlio di Giovanni Junior, Carlo, il quale nel 1847 sposò Enrichetta Gallizioli. DI Carlo si conserva un dipinto opera di Francesco Bergametti mentre della moglie di autore ignoto. Enrichetta era la sola erede della famiglia Gallizioli, e i suoi beni, con la loro unione, si confluirono definitivamente con quelli della famiglia Sant'Andrea. I due coniugi erano cugini, essendo Enrichetta figlia di Teresa Ambrposini e Giovanni Francesco Paolino fratello di Laura Gallizioli, sposa di Giovanni senior. Portò in eredità numerose opere d'arte che sono esposte sempre nelle sale del museo clusonese. Dal matrimonio nacquero quattro figli, Laura, Enrico Pietro e Giovanni iunior. Il testamento redatto prima della sua morte, che avvenne il 27 marzo 1902, nominò il figlio Giovanni quale erede universale.

### Giovanni Sant'Andrea junior (1848–1920)
Giovanni fu un personaggio molto attivo a Clusone, ricoprì infatti, molte cariche pubbliche che gli diedero prestigio e onorificenza, risulta infatti che fu nominato nel 1913 Cavaliere della Corona d'Italia. Fu nominato Giudice conciliatore presso il comune di Clusone negli anni 1908 e dal 1912 al 1915, nonché membro della Commissione visitatrice delle carceri cittadine. Le numerose proprietà fondiarie che possedeva non solo nel paese di residenza, ma anche nei comuni limitrofi, oltre a impegnarlo, gli fecero ottenere il titolo di presidente del Consorzio Agrario. Giovanni non ebbe eredi e alla sua morte il 10 settembre fu incaricato il notaio Pellegrini e l'esecutore testamentario il conte Filippo Fogaccia, a rendere pubblico il testamento olografo del Sant'Andrea.

l'11 settembre fu aperta la busta che conteneva un foglio uso bollo, e un foglio da lettera scritto sui quattro lati, olografo di Giovanni con una calligrafia leggibile:
(Testamento Giovanni Sant'Andrea- 20 marzo 1920)
Nella postilla aggiunse che l'ospizio doveva trovarsi nella sua abitazione, quella che è palazzo Marinoni Barca che gli anziani non dovevano sentirsi in prigione, ma dovevano godere di libertà con la possibilità di uscire alcuni giorni della settimana, e il testamento fu eseguito alla lettera.
Il lascito testamentario dichiarava anche il desiderio che la città di Clusone potesse avere anche un museo dove conservare i quadri e gli arredi, fu quindi attenzione dell'amico conte Fogaccia la cura che questo desiderio potesse essere adempiuto, e molte delle opere, dei volumi presenti nella sua biblioteca privata, degli arredi, nonché delle spade fossero conservate nel museo allestito sempre nel palazzo Marinoni Barca.